# Siphocampylus werdermannii
Siphocampylus werdermannii är en klockväxtart som beskrevs av Franz Elfried Wimmer. Siphocampylus werdermannii ingår i släktet Siphocampylus och familjen klockväxter.
Artens utbredningsområde är Bolivia. Inga underarter finns listade i Catalogue of Life.